# Ad Dachiliyah
Ad Dachiliyah is een regio van Oman.
Ad Dachiliyah telde in 2003 bij de volkstelling 267.140 inwoners
op een oppervlakte van 12.300 km²; in 2010 waren er 326.651 inwoners.
De regio omvat de volgende districten (wilayat) en hun aantal inwoners in 2010:
- Adam	27.321
- Al Hamra	19.509
- Bahla	58.234
- Bid Bid	24.705
- Izki	41.402
- Manah	15.056
- Nizwa	84.528
- Samail	55.896